# Posidonia ostenfeldii
Posidonia ostenfeldii là một loài thực vật có hoa trong họ Posidoniaceae. Loài này được Hartog miêu tả khoa học đầu tiên năm 1970.